# 胡戈·约翰松 (射击运动员)
胡戈·约翰松（瑞典語：Hugo Johansson，1887年6月16日—1977年2月23日），瑞典男子射击运动员。他曾代表瑞典参加1912年、1920年和1924年夏季奥林匹克运动会射击比赛，共获得二枚金牌和三枚铜牌。